# Eugenius Nulty
Eugenius Nulty (* 1789 im Königreich Irland; † 3. Juli 1871 in Philadelphia) war ein Mathematiker und Autodidakt.
1814 bis 1816 war er Tutor für Mathematik am Dickinson College, bevor er als Aktuar an eine Lebensversicherung in Philadelphia wechselte. Auch an der University of Pennsylvania, die ihm 1823 einen Master of Arts ehrenhalber verlieh, war er Tutor. Außerdem arbeitete er als Hauslehrer (zum Beispiel für Matthew Carey Lea und dessen Bruder Henry Charles Lea) und als Mathematiker für das US Survey.
1817 wurde er in die American Philosophical Society gewählt, 1832 in die American Academy of Arts and Sciences. 1835 war er councilor der American Philosophical Society. Nulty war Ehrenmitglied der Philomathean Society, einer literarischen Gesellschaft an der University of Pennsylvania.
Nulty war verheiratet. Er ist auf dem Woodlands Cemetery in Philadelphia beigesetzt.

## Schriften
- Elements of geometry, theoretical and practical; including constructions of the right line and by the circle; together with the mensuration of all elementary plane figures and solids. 1836